# عقدة العصب المبهم
عقدة العصب المبهم هي عقدةٌ مطولة صغيرة، تقع بين المريء والأبهر. تُحدد نهاية العصب الحنجري الراجع.